# Nucet (Bihor)
Nucet (in ungherese Diófás, in tedesco Johannisberg) è una città della Romania di 2 477 abitanti, ubicato nel distretto di Bihor, nella regione storica della Transilvania.
Fanno parte del territorio amministrato anche le località di Băiţa e Băiţa-Plai.
Il principale monumento della città è la chiesa cattolica di Sf. Măria Mică, nella località di Băiţa, costruita nel 1780.
Nucet è una città relativamente giovane, in quanto ebbe di fatto uno sviluppo significativo soltanto attorno al 1950, grazie alla presenza delle miniere di uranio di Băiţa, che veniva interamente esportato nell'allora Unione Sovietica.